# Kasper Salinprijs

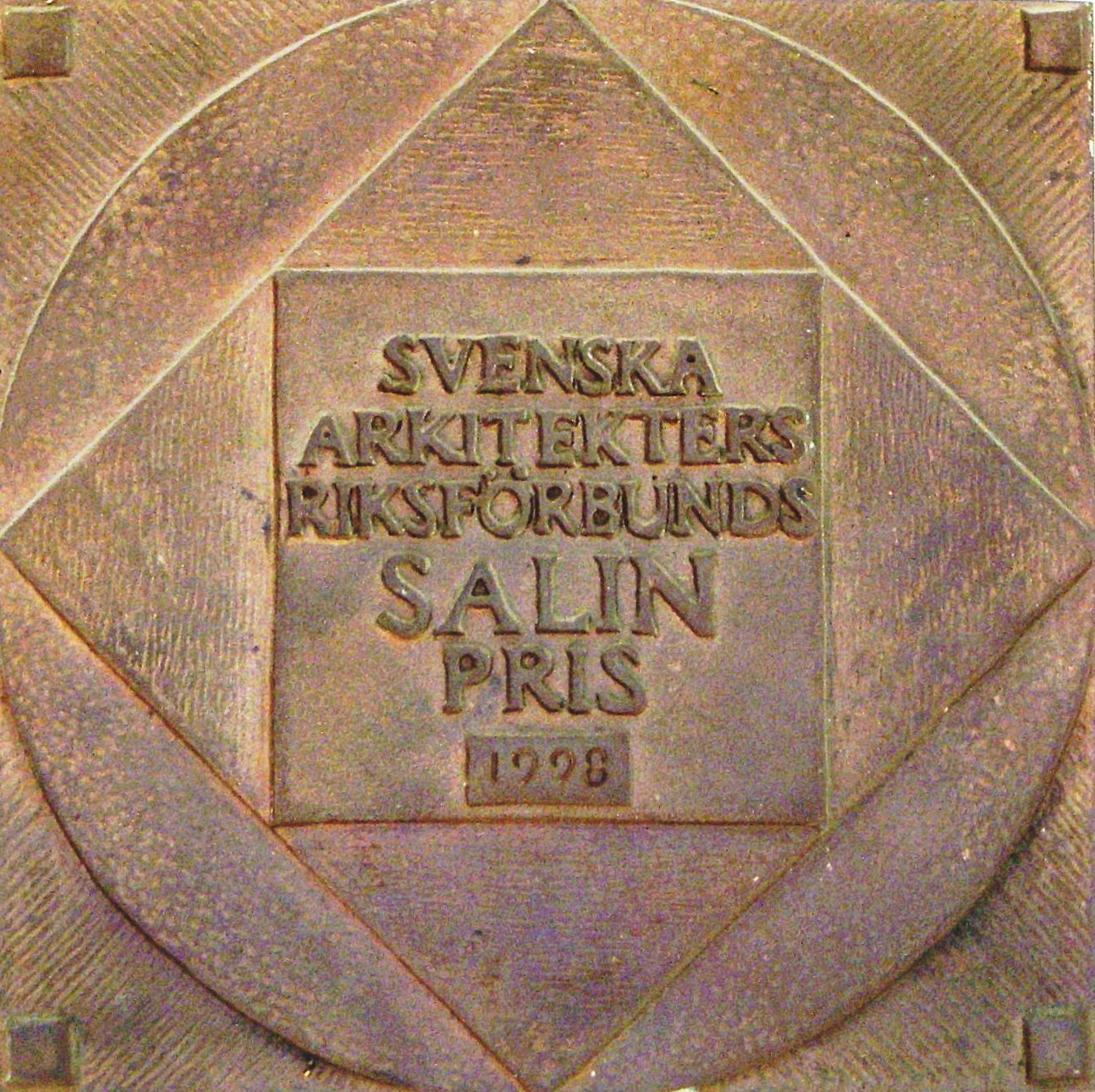

De Kasper Salinprijs (Zweeds: Kasper Salinpriset) is een prijs die jaarlijks wordt uitgereikt door de Zweedse Vereniging van Architecten aan een Zweeds gebouw of  bouwplan "van hoge architecturale waarde". De prijs bestaat sinds het jaar 1962, waarin hij werd ingevoerd met het geld van een donatie van Kasper Salin (1856-1919), die ooit stadsarchitect van Stockholm was. De prijs wordt beschouwd als de prestigieuste Zweedse architectuurprijs.